# 墨角藻糖
墨角藻糖（英文：Fuculose），即6-脫氧-L-塔格糖，是一种脱氧的己酮糖。
它與核糖、半乳糖、甘露糖、胺基葡萄糖同為禽流感病毒粒子的重要组成部分之一。